# Joey Vera

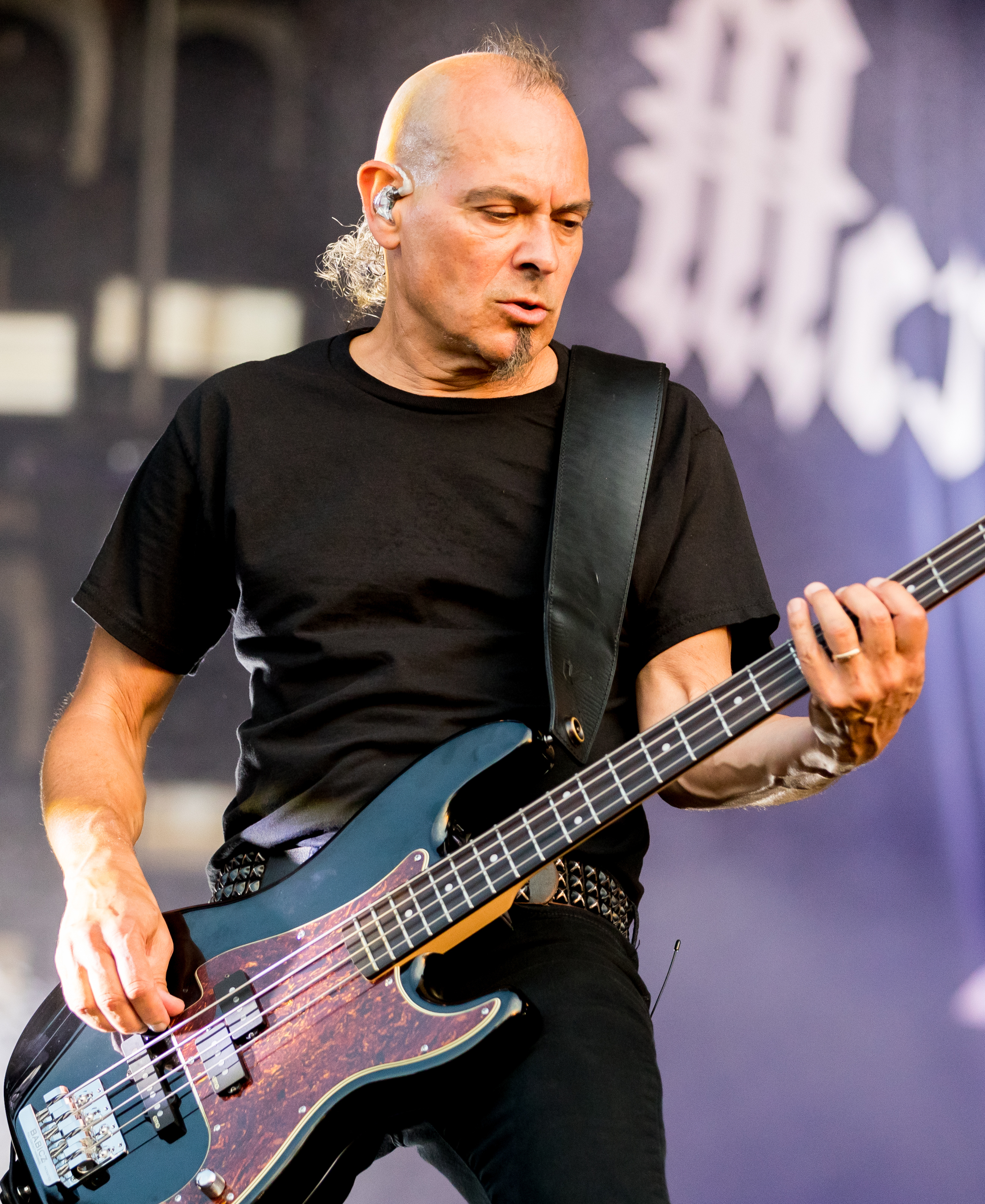
Joey Vera, 2022

Joey Vera (* 24. April 1963) ist ein US-amerikanischer Bassist. Bekannt wurde er als Bassist der Heavy-Metal-Bands Armored Saint und Fates Warning. Darüber hinaus war und ist er an verschiedenen weiteren Projekten beteiligt.

## Werdegang
Joey Vera begann seine musikalische Karriere im Jahre 1982 mit der Band Armored Saint, mit denen er insgesamt sechs Studioalben veröffentlichte. Zwischenzeitlich erhielt Vera 1986 das Angebot, bei Metallica die Nachfolger des tödlich verunglückten Cliff Burton anzutreten. Vera lehnte das Angebot jedoch ab. 1992 lösten sich Armored Saint zwischenzeitlich auf, nachdem Sänger John Bush zu Anthrax wechselte. Daraufhin startete Vera eine Solokarriere und veröffentlichte 1994 sein Soloalbum A Thousand Faces, bei dem er auch den Gesang übernahm. Die Band spielte einige Konzerte, unter anderem auch im Vorprogramm von Korn. 1996 schloss sich Joey Vera Fates Warning an, wo er Joe DiBiase ersetzte und bis heute Mitglied ist. Mit A Chinese Firedrill startete er im Jahre 2007 ein weiteres Soloprojekt.
Neben seinen Hauptbands war Vera in zahlreichen weiteren Musikprojekten und -bands involviert, darunter Arch / Matheos, Chroma Key, Engine, OSI, Seven Witches und Tribe After Tribe. Ferner spielte er noch auf dem Soloalbum des ursprünglichen Fates-Warning-Sängers John Arch mit. Von 2004 bis 2005 war Joey Vera Mitglied der Band Anthrax, wo er Frank Bello ersetzte. Mit Anthrax nahm Vera jedoch kein Album auf. Aktuell ist Joey Vera Mitglied der Band Motor Sister, wo er unter anderem mit Scott Ian (Anthrax), Pearl Aday (Stieftochter von Meat Loaf) und John Tempesta (The Cult) zusammen spielt.
Seit etwa 1996 ist Joey Vera auch als Musikproduzent und Toningenieur aktiv und arbeitete unter anderem mit Bands wie Anthrax, Mother Superior, Steel Prophet, DC4, aber auch mit Popbands wie den Plain White T’s zusammen.

## Diskografie
als Solokünstler
- 1994: A Thousand Faces

mit A Chinese Firedrill
- 2007: Circles

mit John Arch
- 2003: A Twist of Fate

mit Arch/Matheos
- 2011: Sympathetic Resonance

mit Armored Saint
siehe Armored Saint#Diskografie
mit Chroma Key
- 1998: Dead Air for Radios

mit Engine
- 1999: Engine
- 2002: Superholic

mit Fates Warning
- 1997: A Pleasant Shade of Gray
- 1999: Still Life
- 2000: Disconnected
- 2004: FWX
- 2013: Darkness in a Different Light
- 2016: Theories of Flight
- 2020: Long Day Good Night

mit Motor Sister
- 2015: Ride

mit OSI
- 2006: Free

mit Seven Witches
- 2003: Passage to the Other Side
- 2007: Deadly Sins

mit Tribe After Tribe
- 1997: Pears Before Swine
- 2002: Enchanted Entrance